# Ectopleura triangularis
Ectopleura triangularis is een hydroïdpoliep uit de familie Tubulariidae. De poliep komt uit het geslacht Ectopleura. Ectopleura triangularis werd in 2010 voor het eerst wetenschappelijk beschreven door Lin, Xu, Huang & Wang. 